# Aleksander (Siniakow)
Aleksander, imię świeckie Dmitrij Ignatjewicz Siniakow (ur. 24 października 1981 w Kraju Stawropolskim) – rosyjski duchowny prawosławny, rektor Rosyjskiego Seminarium Duchownego we Francji.
W 1997 wstąpił jako posłusznik do monasteru Ipatiewskim w Kostromie, który po roku opuścił, by podjąć studia na wydziale filozoficznym i teologicznym uniwersytetu w Tuluzie oraz w Instytucie św. Sergiusza w Paryżu. W 2002 obronił tam pracę magisterską. W 2003 uzyskał również tytuł magistra w katedrze historii społecznej starożytnej i średniowiecznej Sorbony.
12 września 2003 w soborze św. Mikołaja w Wiedniu złożył wieczyste śluby mnisze przed biskupem wiedeńskim i austriackim Hilarionem. 14 września 2003 został wyświęcony na diakona, zaś 14 listopada 2004 na hieromnicha. Od 2004 do 2006 wykładał historię Kościoła na Sorbonie.
15 kwietnia 2008 został rektorem nowo otwartego Rosyjskiego Seminarium Duchownego we Francji (z siedzibą w Épinay-sous-Sénart), gdzie wykłada teologię dogmatyczną i język grecki. W grudniu 2010 obronił dysertację doktorską w zakresie nauk teologicznych.